# Karsten Brannasch
Karsten Brannasch (n. 17 august 1966, Altdöbern, Brandenburg, Germania) este un bober ce a reprezentat Germania, medaliat olimpic. A participat la o ediție a Jocurilor Olimpice (1994) în care a câștigat o medalie de aur.

## Participări
Lista de mai jos prezintă principalele competiții la care a participat Karsten Brannasch de-a lungul carierei.
- Bobsleigh under Vinter-OL 1994[*]